# Sprung ins Dunkel
Sprung ins Dunkel ist ein tschechoslowakischer Film. Er wurde am 7. Mai 1965 in den Kinos der DDR erstmals im deutschen Sprachraum gezeigt.

## Handlung
Drei tschechische Kommunisten werden im Jahre 1943 mit sowjetischer Hilfe ins Heimatland geflogen. Sie sollen den Kontakt zu im Untergrund arbeitenden Genossen wiederherstellen. Dabei sind sie der Verfolgung durch die Gestapo und dem Verrat durch Bekannte ausgesetzt. Einer der drei, Honza, wird in einem Zug verhaftet, ein anderer, Stepan, wird schließlich durch das Umherirren im besetzten Prag krank. So muss der letzte der drei, Karel, den „Auftrag“ schließlich allein vollenden.

## Bemerkung
Als Werbeunterstützung erschien zum Film das Progress-Filmprogramm 42 (1965) mit einem Text von Ben Nova.

## Kritik
Das Lexikon des internationalen Films sah eine „vergleichsweise unpathetische und überzeugend inszenierte Auseinandersetzung mit der Zeit von Besatzung und Widerstand“.